# Чистый Плёс
Чистый Плёс — село в Ершовском районе Саратовской области, в составе сельского поселения Перекопновское муниципальное образование. Село расположено на левом берегу реки Малый Узень примерно в 39 км по прямой в юго-западном направлении от города Ершова (45 км по автодорогам).
Население - 104 (2010)

## История
Согласно Списку населённых мест Самарской губернии по сведениям за 1859 год казённая деревня Чистый Плёс при реке Малый Узень относилась к Новоузенскому уезду. Здесь проживало 105 мужчин и 120 женщин, имелась православная церковь. По сведениям за 1889 год в селе проживало около 0,8 тысяч человек, преимущественно русские, село относилось к Новотроицкой волости
Не позднее 1910 года Чистый Плёс был включён в состав Краснянской волости. Согласно Списку населённых мест Самарской губернии 1910 года деревня относилась к Краснянской волости, здесь проживало 365 мужчин и 368 женщин, село населяли бывшие государственные крестьяне, преимущественно русские, православные, в селе имелись земская школа, 2 ветряные мельницы.
В 1919 году в составе Новоузенского уезда деревня Чистый Плёс включена в состав Саратовской губернии.

## Население
Динамика численности населения по годам:
| Годы      | 1859 | 1889 | 1897 | 1910 | 2002 |
| --------- | ---- | ---- | ---- | ---- | ---- |
| Население | 225  | 798  | 681  | 733  | 101  |

| 2002 | 2010 |
| ---- | ---- |
| 102  | ↗104 |